# Vainilla de Papantla
La vainilla de Papantla es una denominación de origen de 39 municipios repartidos entre los estados mexicanos de Puebla y Veracruz de Ignacio de la Llave. La vainilla, el fruto de una especie de orquídea (Vanilla planifolia), tiene su origen en el área de Papantla, Veracruz, donde cultiva desde tiempos prehispánicos. 

## Denominación de origen
El 5 de marzo de 2009, el gobierno mexicano otorga la denominación de origen Vainilla de Papantla y establece como región geográfica vinculada a ella a 39 municipios correspondientes a los estados de Veracruz y Puebla.
A nivel internacional, el gobierno mexicano registró la denominación de origen ante la Organización Mundial de la Propiedad Intelectual, conforme al Sistema de Lisboa, en 2004, para los mismos municipios.

### Municipios
Los municipios que gozan de la denominación de origen son: (en el estado de Veracruz) Castillo de Teayo, Cazones de Herrera, Chumatlán, Coahuitlán, Coatzintla, Coxquihui, Coyutla, Espinal, Filomeno Mata, Gutiérrez Zamora, Martínez de la Torre, Mecatlán, Misantla, Papantla de Olarte, Poza Rica de Hidalgo, San Rafael, Tecolutla, Tihuatlán, Túxpam de Rodríguez Cano, Zozocolco de Hidalgo, (y en el estado de Puebla) Acateno, Ayotoxco de Guerrero, Caxhuacan, Cuetzalan del Progreso, Francisco Z. Mena, Hermenegildo Galeana, Huehuetla, Hueytamalco, Jalpan, Jonotla, Jopala, Olintla, Pantepec, San Felipe Tepatlán, Tenampulco, Tuzamapan de Galeana, Venustiano Carranza, Xicotepec y Zihuateutla.